# 奧星頓站
奧星頓站是一座多倫多地鐵布魯亞－丹佛線車站，坐落加拿大安大略省多倫多奧星頓路（Ossington Avenue）和布魯亞西街（Bloor Street West）的交界處以北，於1966年2月26日聯同該地鐵線的首期路段一起開幕。
下列由多倫多公車局營運的巴士線駛經奧盛頓站：
- 63號奧星頓巴士線（Ossington）
- 94號韋斯里巴士線（Wellesley）
- 161號羅渣士道巴士線（Rogers Road）

## 外部連結
- 维基共享资源上的相關多媒體資源：奧星頓站
- （英文）TTC Ossington Station－多倫多公車局網站 奧星頓站頁面